# Ludvig Oppermann
Ludvig Henrik Ferdinand Oppermann, född 7 september 1817, 17 augusti 1883, var en dansk språkman och matematiker.
Oppermann blev lektor i tyska vid Köpenhamns universitet 1852, från 1855 med professors titel. Han var matematisk direktör för Livrænteanstalten 1861-70 och har författat avhandlingen inom den matematiska statistiken och inom elementarmatematiken.

## Utmärkelser
- Riddare av Dannebrogorden,  1870[2]

[Redigera Wikidata]